# 吴绍之
吴绍之（1907年—1960年）名绍磷，字绍之，以字行，山西定襄南关人。中华民国政治人物。

## 生平
吴绍之自幼孤贫。民国14年（1925年）在五台河边川至中学毕业后，到山西省督军公署函电科任练习员。民国15年（1926年），在国民革命军第三集团军司令部机要处函电科任科员。民国21年（1932年），任太原绥靖公署机要科中校科长。 
民国26年（1937年），任第二战区司令长官部机要处处长。民国29年（1940年），在山西省吉县任阎锡山“联办室”少将主任。民国30年（1941年），任第二战区司令长官部第三室主任。民国32年（1943年），任第二战区司令长官部中将秘书长。民国33年（1944年），任民族革命同志会候补高级干部委员。民国35年（1946年），任太原绥靖公署秘书长兼《晋强日报》社董事长，任至中国人民解放军占领太原。 
中国人民解放军占领太原后，吴绍之协助中国人民解放军太原市军事管制委员会接收阎锡山等“反动官僚”的资产，并且对仍在负隅顽抗的蒋介石、阎锡山方面人员进行检举揭发，有立功表现。遂被人民政府任命为山西军政人员联络处主任。1951年后，历任太原市工商联主任、山西省民革委员、太原市民革社联部主任等职务。其间，吴绍之遵照人民政府实行的统一战线政策，对改造和教育原国民党方面的军政人员有一定贡献。 
1960年4月初，吴绍之在太原病逝。 